# Rinus Michels
Marinus Jacobus Hendricus „Rinus” Michels (ur. 9 lutego 1928 w Amsterdamie, zm. 3 marca 2005 w Aalst) – holenderski piłkarz, trener piłkarski, twórca tzw. futbolu totalnego.

## Życiorys
W latach 1946–1958 bronił barw Ajaxu Amsterdam w 257 meczach ligowych, strzelił 120 bramek. Zadebiutował w meczu z Ado den Haag w roku 1946 i już w pierwszym spotkaniu zaaplikował rywalom 5 bramek. Zaliczył także pięć spotkań w zespole narodowym. W 1947 i 1957 świętował z Ajaxem tytuły mistrza Holandii.
Po zakończeniu kariery zawodniczej zajął się pracą trenerską. Od 1965 prowadził Ajax, sięgając do 1971 po cztery tytuły mistrzowskie oraz trzy Puchary KNVB (odpowiednik Pucharu Ligi). W 1971 zdobył Puchar Europy, pokonując w finale ateński Panathinaikos w stosunku 2:0. Otworzył tym trzyletnią serię tryumfów na arenie międzynarodowej (w kolejnych sezonach zastąpił go Rumun Stefan Kovacs).
W czasie pracy w Amsterdamie opracował system, nazwany futbolem totalnym; wykorzystywał on maksymalnie możliwości wszystkich pozycji boiskowych, a także upowszechnił tzw. pułapkę ofsajdową.
W 1971 przeszedł do pracy z Barceloną. Po zdobyciu tytułu mistrzowskiego w ekstraklasie hiszpańskiej (1974) podjął się prowadzenia reprezentacji narodowej Holandii i dotarł z nią do finału mistrzostw świata w Niemczech. Ponownie prowadził zespół narodowy w latach 1984–1985, 1986–1988 i 1990–1992. Wykreował wiele gwiazd futbolu, m.in. Cruijffa, van Bastena, Gullita, Rijkaarda; z trzema ostatnimi sięgnął po mistrzostwo Europy w 1988.
Ze względu na zdecydowany styl pracy trenerskiej, a także częste porównywanie piłki do boiskowej wojny, nosił przydomek „Generała”. W 1999 FIFA przyznała mu tytuł „Trenera Stulecia”.

## Osiągnięcia

### Zawodnik
AFC Ajax
- Mistrzostwo Holandii: 1946/47, 1956/57

### Trener
Ajax
- Mistrzostwo Holandii: 1965/66, 1966/67, 1967/68, 1969/70
- Puchar Holandii: 1966/67, 1969/70, 1970/71
- Puchar Europy: 1970/71
- Puchar Intertoto UEFA: 1968
- Finał Pucharu Europy: 1968/69

FC Barcelona
- Mistrzostwo Hiszpanii: 1973/74
- Puchar Króla: 1977/78
- Puchar Miast Targowych: 1971

1. FC Köln
- Puchar Niemiec: 1982/83

Holandia
- Mistrzostwo Europy: 1988
- Wicemistrzostwo świata: 1974